# 悪魔を憐れむ歌 (映画)
『悪魔を憐れむ歌』（あくまをあわれむうた、原題：Fallen）は、1998年のアメリカ合衆国のホラーサスペンス映画。監督はグレゴリー・ホブリット、出演はデンゼル・ワシントンとジョン・グッドマンなど。ローリング・ストーンズの名曲「タイム・イズ・オン・マイ・サイド」「悪魔を憐れむ歌」を題材としてフィーチャーしたオカルトサスペンスホラーで、時空を超えて人から人へ憑依して悪をまきちらす悪魔と、連続殺人事件を追う刑事が繰り広げる対決を描いている。

## ストーリー
フィラデルフィア。敏腕刑事のジョン・ホブズは、自身が逮捕した連続殺人犯、エドガー・リースの死刑執行に立ち会っていた。執行直前、ホブスはリースと面会するが、リースはホブスに挑発的な態度をとり、「必ず戻る」という捨て台詞と共に、そのまま処刑される。
数日後、リースの犯行を模した連続殺人が発生。ホブスは捜査に当たるが、容疑者は次々と殺害され難航する。加えてホブスの周囲では不可解な現象が起き始める。やがて、ホブスは数十年前にも同様の連続殺人が起きており、捜査を担当した刑事が殺人の嫌疑をかけられたうえ、自殺したことを知る。
その刑事の娘の神学者、グレタと面会したホブスは、一連の凶行がアザゼルという人間に憑依する悪魔の仕業であり、憑依していたリースが死んだため、野に放たれたことを知る。アザゼルを倒すためホブスは奔走するが、逆に手の内を読まれ、殺人の嫌疑をかけられた挙句、弟まで殺害されてしまう。
やがて、最愛の甥やグレタにも危険が及んでいることを察したホブスは、アザゼルを封印するため、ある行動にでるが・・・

## キャスト
| 役名                 | 俳優                         | 日本語吹替                                                       | 日本語吹替                                                                |
| 役名                 | 俳優                         | ソフト版                                                         | フジテレビ版                                                              |
| -------------------- | ---------------------------- | ---------------------------------------------------------------- | ------------------------------------------------------------------------- |
| ジョン・ホブズ刑事   | デンゼル・ワシントン         | 大塚芳忠                                                         | 小山力也                                                                  |
| ジョーンジー刑事     | ジョン・グッドマン           | 茶風林                                                           | 島香裕                                                                    |
| スタントン警部補     | ドナルド・サザーランド       | 池田勝                                                           | 堀勝之祐                                                                  |
| グレタ・ミラノ       | エンベス・デイヴィッツ       | 山像かおり                                                       | 高島雅羅                                                                  |
| ルー刑事             | ジェームズ・ガンドルフィーニ | 宝亀克寿                                                         | 青野武                                                                    |
| エドガー・リース     | イライアス・コティーズ       | 青山穣                                                           | 谷口節                                                                    |
| アート・ホブズ       | ガブリエル・カソーズ         | 荒川太朗                                                         | 菅原淳一                                                                  |
| サム・ホブズ         | マイケル・J・ペイガン        | 亀井芳子                                                         |                                                                           |
| チャールズ・オーラム | ロバート・ジョイ             | 梅津秀行                                                         | 島田敏                                                                    |
| マイク               | レノ・ウィルソン             | 梅津秀行                                                         | 樫井笙人                                                                  |
| ラウダーズ教授       | クリスティン・オーバート     | 田原アルノ                                                       | 樫井笙人                                                                  |
| チャールズを殺した人 | フランク・メドラノ           |                                                                  | 秋元羊介                                                                  |
| ローレンス           | ジェフ・ターナー             | 大川透                                                           | 坂口賢一                                                                  |
| ジェイ・レイノルズ   | グレアム・ベケット           | 大川透                                                           | 小島敏彦                                                                  |
| その他               | N/A                          | 水原リン 定岡小百合 斎藤志郎 中澤やよい 吉田孝 幸田夏穂 鈴木紀子 | 津田真澄 上田敏也 滝沢ロコ 西宏子 鈴木れい子 浅野まゆみ 水野龍司 荒井静香 |
|                      |                              |                                                                  |                                                                           |
| 演出                 |                              | 伊達康将                                                         | 鍛治谷功                                                                  |
| 翻訳                 |                              | 小寺陽子                                                         | 栗原とみ子                                                                |
| 編集                 |                              | オムニバス・ジャパン                                             |                                                                           |
| 調整                 |                              | 宇田川亨子                                                       | 栗林秀年                                                                  |
| 録音スタジオ         |                              |                                                                  | スタジオザウルス                                                          |
| プロデューサー       |                              | 東慎一                                                           | 山形淳二                                                                  |
| 制作                 |                              | ワーナー・ホーム・ビデオ 東北新社                                | ムービーテレビジョン                                                      |

- フジテレビ版：初回放送2002年2月2日『ゴールデンシアター』

## スタッフ
- 製作総指揮：イーラン・ダーショヴィッツ、ニコラス・カザン、ロバート・キャヴァロ、テッド・カーディラ
- 製作：チャールズ・ローヴェン、ドーン・スティール（英語版）
- 監督：グレゴリー・ホブリット
- 脚本：ニコラス・カザン
- 撮影：ニュートン・トーマス・サイジェル
- 美術：テレンス・マーシュ
- 音楽：タン・ドゥン
- 衣装：コリーン・アトウッド
- タイトルデザイン：カイル・クーパー

## 悪魔の視界
作中、悪魔の視界の映像化をどうするかという点に関し、監督のホブリットは撮影監督のサイジェルに相談し、エクタクロームという特殊フィルムを使用することで解決した。これは、独特の発色や質感を表現するスチール写真やファッション写真に使われていたものであるが、400フィートにおよぶフィルム撮影を行った。プロモーションビデオでは使われはじめていたそれを、本作は意識して最初に使った映画であるという。

## 作品の評価
Rotten Tomatoesによれば、批評家の一致した見解は「基本設定は面白い。しかし残念ながら、古い素材の再利用に過ぎず、それほどスリリングではない。」であり、57件の評論のうち高評価は40%にあたる23件で、平均点は10点満点中5.3点となっている。